# Сан-Лоренсу (Сетубал)
Сан-Лоренсу (порт. São Lourenço) — район (фрегезия) в Португалии, входит в округ Сетубал. Является составной частью муниципалитета Сетубал. Находится в составе крупной городской агломерации Большой Лиссабон. По старому административному делению входил в провинцию Эштремадура. Входит в экономико-статистический субрегион Полуостров Сетубал, который входит в Лиссабонский регион. Население составляет 8487 человек на 2001 год. Занимает площадь 47,69 км².